# Marmara stemonodes
Marmara stemonodes är en fjärilsart som först beskrevs av Edward Meyrick 1915.  Marmara stemonodes ingår i släktet Marmara och familjen styltmalar.
Artens utbredningsområde är Ecuador. Inga underarter finns listade i Catalogue of Life.